# Golnaz Hashemzadeh Bonde

Golnaz Hashemzadeh Bonde, född 1 maj 1983 i Teheran, Iran, är en svensk författare.

## Biografi
Golnaz Hashemzadeh Bonde flydde med familjen till Sverige vid 3 års ålder. Hashemzadeh Bonde är utbildad civilekonom vid Handelshögskolan i Stockholm och har också studerat vid Columbia University. 2011 startade Hashemzadeh Bonde den ideella föreningen Inkludera invest, som verkar mot utanförskapet i Sverige genom att stärka sociala entreprenörer som redan utvecklat lösningar på sociala problem.
2012 debuterade Hashemzadeh Bonde som författare med romanen Hon är inte jag.  